# 雷蒙德·巴斯
雷蒙德·巴斯（英語：Raymond Bass，1910年1月15日—1997年3月10日），美国男子体操运动员、军事人物。他曾代表美国获得1932年夏季奥运会体操比赛男子爬绳金牌。他于1997年在洛杉矶去世。